# Alija Rawiljewna Iksanowa
Alija Rawiljewna Iksanowa (russisch Алия Равильевна Иксанова; * 19. Juni 1984 in Nischnekamsk) ist eine russische Skilangläuferin.

## Werdegang
Bis 2011 trat Iksanowa beim Continental Cup und Eastern-Europe-Cup an, den sie 2009 mit den fünften Platz in der Gesamtwertung abschloss. Ihr erstes Weltcuprennen hatte sie Januar 2011 in Otepää, das sie mit dem 17. Platz über 10 km klassisch beendete und dabei ihre ersten Weltcuppunkte gewann. Bei der Winter-Universiade 2011 in Erzurum gewann sie Gold über 5 km klassisch und mit der Staffel und Silber im 10-km-Verfolgungsrennen und im 15-km-Massenstartrennen. Ihre besten Platzierungen bei den nordischen Skiweltmeisterschaften 2011 in Oslo waren der 19. Platz über 10 km klassisch und der 6. Platz mit der Staffel. Ihr erstes Top-Zehn-Resultat hatte sie im Dezember 2011 in Rogla. Dort erreichte sie den sechsten Platz im 10-km-Massenstartrennen. Die Tour de Ski 2011/12 und 2012/13 beendete sie auf den 36. Rang und den 23. Rang. Bei den russischen Skilanglaufmeisterschaften 2012 in Tjumen holte sie Bronze über 10 km klassisch. Ihr bisher größten Erfolg hatte bei den nordischen Skiweltmeisterschaften 2013 in Val di Fiemme. Dort erreichte sie den 26. Platz im Skiathlon und gewann Bronze mit der Staffel. Nach Platz drei in Werschina Tjoi und Rang zwei in Krasnogorsk je über 10 km klassisch, holte sie in Lahti mit Platz 28 im Skiathlon nach fast sieben Jahre wieder Weltcuppunkte. Zum Saisonende siegte sie in Syktywkar über 10 km klassisch und errang den siebten Platz in der Gesamtwertung des Eastern-Europe-Cups.

## Siege bei Continental-Cup-Rennen
| Nr. | Datum             | Ort            | Disziplin       | Serie              |
| --- | ----------------- | -------------- | --------------- | ------------------ |
| 1.  | 23. November 2008 | Werschina Tjoi | 10 km klassisch | Eastern Europe Cup |
| 2.  | 27. Februar 2021  | Syktywkar      | 10 km klassisch | Eastern Europe Cup |

## Platzierungen im Weltcup

### Weltcup-Statistik
Die Tabelle zeigt die erreichten Platzierungen im Einzelnen.
- 1.–3. Platz: Anzahl der Podiumsplatzierungen
- Top 10: Anzahl der Platzierungen unter den ersten zehn
- Punkteränge: Anzahl der Platzierungen innerhalb der Punkteränge
- Starts: Anzahl gelaufener Rennen in der jeweiligen Disziplin
- Hinweis: Bei den Distanzrennen erfolgt die Einordnung gemäß FIS.

| Platzierung               | Distanzrennen a | Distanzrennen a | Distanzrennen a | Distanzrennen a | Distanzrennen a | Skiathlon Verfolgung | Sprint | Etappen- rennen b | Gesamt | Team   | Team    |
| Platzierung               | ≤ 5 km          | ≤ 10 km         | ≤ 15 km         | ≤ 30 km         | > 30 km         | Skiathlon Verfolgung | Sprint | Etappen- rennen b | Gesamt | Sprint | Staffel |
| ------------------------- | --------------- | --------------- | --------------- | --------------- | --------------- | -------------------- | ------ | ----------------- | ------ | ------ | ------- |
| 1. Platz                  |                 |                 |                 |                 |                 |                      |        |                   |        |        |         |
| 2. Platz                  |                 |                 |                 |                 |                 |                      |        |                   |        |        |         |
| 3. Platz                  |                 |                 |                 |                 |                 |                      |        |                   |        |        |         |
| Top 10                    |                 | 1               | 1               |                 |                 | 1                    |        |                   | 3      |        | 3       |
| Punkteränge               | 2               | 11              | 1               |                 |                 | 8                    |        | 2                 | 24     |        | 4       |
| Starts                    | 7               | 16              | 1               | 3               | 1               | 17                   | 10     | 6                 | 61     |        | 4       |
| Stand: Saisonende 2020/21 |                 |                 |                 |                 |                 |                      |        |                   |        |        |         |

### Weltcup-Gesamtplatzierungen
| Saison  | Gesamt | Gesamt | Distanz | Distanz |
| Saison  | Punkte | Platz  | Punkte  | Platz   |
| ------- | ------ | ------ | ------- | ------- |
| 2010/11 | 25     | 78.    | 25      | 54.     |
| 2011/12 | 89     | 54.    | 89      | 34.     |
| 2012/13 | 231    | 33.    | 169     | 24.     |
| 2013/14 | 33     | 83.    | 33      | 52.     |
| 2020/21 | 11     | 98.    | 11      | 64.     |